# Tatiele de Carvalho
Tatiele Roberta de Carvalho (* 22. November 1989 in Poços de Caldas) ist eine brasilianische Leichtathletin, die sich auf den Langstreckenlauf spezialisiert hat.

## Sportliche Laufbahn
Erste internationale Erfahrungen sammelte Tatiele de Carvalho im Jahr 2010, als sie bei den U23-Südamerikameisterschaften, die im Zuge der Südamerikaspiele in Medellín ausgetragen wurden, in 17:13,53 min die Goldmedaille im 5000-Meter-Lauf gewann. Bei den Crosslauf-Weltmeisterschaften 2011 in Punta Umbría gelangte sie nach 27:39 min auf Rang 57 und Anfang Juni gewann sie bei den Südamerikameisterschaften in Buenos Aires in 4:22,94 min die Silbermedaille im 1500-Meter-Lauf hinter der Kolumbianerin Rosibel García. Im Jahr darauf siegte sie in 9:20,07 min über 3000 m bei den Ibero-Amerikanischen Meisterschaften in Barquisimeto und bei den Crosslauf-Weltmeisterschaften 2013 in Bydgoszcz wurde sie nach 26:36 min 59. Anschließend klassierte sie sich bei den Südamerikameisterschaften in Cartagena mit 16:45,59 min auf dem vierten Platz über 5000 m. Im Jahr darauf nahm sie erneut an den Südamerikaspielen in Santiago de Chile teil und gewann dort in 16:04,70 min die Silbermedaille über 5000 m hinter der Peruanerin Inés Melchor und im 10.000-Meter-Lauf sicherte sie sich in 33:39,93 min die Bronzemedaille hinter Melchor und deren Landsfrau Wilma Arizapana. Anfang August belegte sie dann bei den Ibero-Amerikanischen Meisterschaften in São Paulo in 9:32,91 min den fünften Platz im 3000-Meter-Lauf und erreichte nach 16:12,32 min Rang fünf über 5000 m. Kurz darauf wurde sie beim Panamerikanischen Sportfestival in Mexiko-Stadt in 17:30,49 min Sechste im 5000-Meter-Lauf.
2015 gewann sie bei den Südamerikameisterschaften in Lima in 15:50,62 min die Silbermedaille über 5000 m hinter der Ecuadorianerin María Pastuña und konnte ihr Rennen über 10.000 m nicht beenden. Anschließend startete sie erstmals bei den Panamerikanischen Spielen in Toronto und klassierte sich dort mit 16:27,09 min auf dem neunten Platz über 5000 m und wurde über die längere Distanz in 33:24,33 min Achte. Im Jahr darauf qualifizierte sie sich über 10.000 m für die Olympischen Spiele in Rio de Janeiro und erreichte dort nach 32:38,21 min Rang 31. Bei den Halbmarathon-Weltmeisterschaften 2018 in Valencia erreichte sie nach 1:16:58 h Rang 83. Anschließend belegte sie bei den Südamerikaspielen in Cochabamba mit 37:31,36 min den fünften Platz über 10.000 m und konnte ihr Rennen im 5000-Meter-Lauf nicht beenden. Im Jahr darauf gewann sie dann bei den Südamerikameisterschaften in Lima in 33:40,76 min die Silbermedaille über 10.000 m hinter der Kolumbianerin Carolina Tabares und anschließend gelangte sie bei den Panamerikanischen Spielen ebendort mit 33:57,62 min auf Rang neun. 
2017 wurde de Carvalho brasilianische Meisterin im 10.000-Meter-Lauf.

## Persönliche Bestleistungen
- 1500 Meter: 4:22,94 min, 3. Juni 2011 in Buenos Aires
- 3000 Meter: 9:20,07 min, 8. Juni 2012 in Barquisimeto
- 5000 Meter: 15:48,78 min, 2. Mai 2015 in Palo Alto
- 10.000 Meter: 32:09,14 min, 11. Juni 2016 in Portland
- Halbmarathon: 1:13:30 h, 26. August 2018 in Buenos Aires